# مقاطعة تاسمان
مقاطعة تاسمان (بالإنجليزية: Tasman District)‏ هو أقليم في نيوزيلندا، عاصمته Richmond, Tasman ‏، تبلغ مساحته 9٬771 كيلومتر مربع.